# 青苗法
青苗法，亦称常平给敛法、常平敛散法。北宋王安石变法之一。

## 歷代沿革
唐代宗时已有「青苗」之名，“税青苗钱以给百官俸”。青苗法最早是參考了宋仁宗時陝西轉運使李參在陝西路發放青苗錢的經驗，“部多戌兵，苦食少，令民自度麦粟之赢余，先贷以钱，俟麦粟熟输之官，号青苗钱。经数年，廪有余粮”，稱之為「青苗錢」，王安石又在鄞县实验，效果良好。學者梁啟超說，青苗法之創設，「有類於官辦之勸業銀行」。宋朝初期，在各地设有常平倉和廣惠倉，调剂人民粮食歉收时的食粮不足，但收效不大。1068年，各地仓库积存钱穀1500餘石贯石。王安石执政后，于熙宁二年（1069年）九月，制置三司條例司頒佈青苗法，规定凡州县各等民户，在每年夏秋两收前，可到当地官府借贷现钱或粮穀，以补助耕作。借户贫富搭配，10人为保，互相检查。贷款数额依各户资产分五等，一等户不超過十五貫、二等戶十貫、三等戶六貫、四等戶三貫、末等户一貫五百文。当年借款本金随春秋两税归还，每期取息2分，实际有重达4分（利息40%）的。司马光说：“窃惟朝廷从初散青苗钱之意，本以兼并之家放债取利，侵渔细民，故设此法，抑其豪夺，官借贷，薄收其利。今以一斗陈米散与饥民，却令纳小麦一斗八升七合五勺，或纳粟三斗，所取利约近一倍。向去物价转贵，则取利转多，虽兼并之家，乘此饥馑取民利息，亦不至如此之重。”
青苗法自熙寧二年（1069年）在河北、京东、淮南三路实行，后其他诸路也推行开来，但由於限制了大地主高利貸的利益，受到朝廷內外一致激烈反對，翰林學士范鎮認為實行“青苗法”是變富人之多取而少取之，然“少取與多取，猶五十步與百步”，七、八月間范純仁上書皇上，公開指責安石“掊克財利”，舍“堯舜知人安民之道”，御史中丞呂誨上書劾王安石巧詐，說他：“置諸宰輔，天下必受其禍”，范仲淹女婿東明縣令賈蕃故意破壞青苗法，使農民痛恨新法，以證實新法的罪惡。韓琦強烈批判青苗法，認為王安石動輒以《周禮》為證倡言理財是誣污聖典，最後辭去河北安撫使，司馬光固辭樞密使。《宋史·神宗二》载：“三年春正月，……诏诸路散青苗钱，禁抑配。”熙寧三年（1070年）二月蘇軾上書：“今青苗有二分之息，而不謂之放債取利可乎？……今天下以為利，陛下以為義。天下以為貪，陛下以為廉，不勝其紛壇也。”。
元祐元年（1079年）二月廢青苗法。三月，范純仁以國用不足，請復之，朝廷用其言，當時司馬光因病未及時參與。八月，司馬光奏稱：「检会先朝初散青苗钱，本为利民，故当时指挥，并取人户情愿，不得抑配。」苏轼、王岩叟、朱光庭、王觌等请停散青苗钱，八月六日，青苗法彻底废除。

## 实施目的
青苗法作为熙宁变法的重要组成部分，其主要目的在于：救济贫民、抑制土地兼并和增加国家财政收入。
- 王安石认为“以广蓄积，平物价，使农人有以赴时趋事，而兼井不能乘其急飞”[9] 通过国家发放贷款给农民，可以防止豪强之家趁着青黄不接之际向农民放高利贷，收取大量利息並且兼併土地。[10]
- 通过青苗法收取利息增加国家财政也是王安石实施此项政策的目的之一。虽然王安石曾言“凡此皆以为民，而公家无所利其入，是以先王散惠兴利以为耕敛补助之意也”[9] ，但在青苗法的实行上依旧是“取息二分”。王安石也曾倡导“因天下之力以生天下之财;取天下之财以供天下之费。”[11] ，因此不难看出青苗法确有“敛财”以缓解国家财政困难的目的。[12]

## 实施的真实情况
王安石主观认为青苗法的实行可以惠民利国，但是青苗法的实行真实情况与王安石起初的设想大相径庭。
- 首先，虽然政府明文规定青苗钱取息二分，但实际情况却是“盖名则二分之息，而实有八分之息”[13]。
- 其次，青苗法实行过程中出现了“抑配”的现象，因为青苗钱的发放一度成为评判官吏是否称职的标准之一，同时也是官吏敛财的手段。因此政府官员以分摊的形式强制分发青苗钱，农户们怨声载道。[14]
- 再则，形势户和胥吏冒领青苗钱也是一大问题。“访闻形势之家，法不当给，而迩来诸路诡名冒请者亦众，盖欲复行称贷，取过厚之息，以困贫弱”[15]，形势户和胥吏转贷给无法领取到青苗钱的农民，并收取高额利息。[16]
- 最后，一些农户借取青苗钱只为贪图一时之享乐，将青苗钱挥霍一空，无法偿还贷款，最后只能变卖田宅，卖儿鬻女。[14]

## 評價
- 欧阳修说：“但见宫中放债，每钱一百分要二十分利尔。是以申告虽烦，而莫能谕也。臣亦以谓等是取利。不许取三分而许取二分，此孟子所谓以五十步笑百步者。”[17]
- 韩琦说：“今放青苗钱，凡春贷十千，半年之内使令纳利二千，秋再放十千，至年终又令纳利二千，则是贷万钱不问远近之地，岁令出息四千也。……臣谓王莽时官贷本万钱，岁终赢得万钱，只令纳一千。若所赢钱更少，则纳息更薄。比今于青苗取利，尤为宽少。而王莽之后，上自两汉，下及有唐，更不闻有贷钱取利之法。”[18]
- 韓維上書攻擊青苗法：“近日畿內諸縣，督索青苗錢甚急，往往鞭撻取足，至伐桑為薪以易錢貨者。旱災之際，重罹此苦。”
- 魏泰认为王安石青苗法：“以谓百姓当五谷青黄未接之时，势多窘迫。贷钱于兼并之家，必有倍蓰之息。官于是结甲请钱，每千有二分之息，是亦济贫民而抑兼并之道。”[19]
- 陈舜俞说：“则是使吾民一取青苗钱，终身以及世世，一岁常两输息钱，无有穷已。”[20]
- 丘濬批评青苗法：“尚其以义为利，而毋专利以殆害哉。”
- 王岩叟说：“说者曰（散青苗）所以抑兼并，曾兼并未必能抑也。一日期限之逼，督责之严，则不免复哀求于富家大族，增息而取之。名为抑兼并，乃所以助兼并也。”[21]
- 蔡上翔《王荆公年谱考略》对青苗法的评价：“或曰青苗法善乎？曰未可以为不善也。然则可行乎？曰不必其可行也。善而不可行何哉？曰公青苗法之行，始见于官鄞县时。贷谷出息，俾新陈相易，而其民便之。其后熙宁当国，所以当然行之不疑者。其法犹是昔年为令之法也，其心则犹是昔年欲利其民之心也。岂其至是导君于利，并有利于一己之私哉!……使青苗法行，诚为有利而无害，则第取二分之息何不可也。然而有必不可行者，以一县小而天下大也。以天下之大行之，则必有抑配之患与积压之患。”
- 苏辙 评价青苗法：“ 以钱贷民，使出息二分，本非为利。然出纳之际，吏缘为奸，虽有法不能禁。钱人民手，虽良民不免非理费用。及其纳钱，虽富民不免违限。如此，则州县不胜烦矣。”[22]